# Peter Borre
Peter Borre (5. november 1720 i Jylland – 20. december 1789) var en dansk handelsmand.
Han fik 1750 borgerskab som grosserer i København. I forbindelse med Handelshuset Fenger, ledet af Peter Fenger, fik han 1760 privilegium på anlægget af et sukkerraffinaderi i deres fælles gård på Christianshavn. Samme år besluttede regeringen, dels for at undgå de mange besvigelser ved smuglen af tobak, dels for at indtægten ved fabrikationen deraf kunne komme på de danskes frem for på fremmedes hænder, at ordne hele tobakshandelen i Danmark som monopol. Efter at forhandlingerne med Frederik Bargum om at forpagte dette vare strandede, udnævntes Borre, der samme år blev hofagent, til administrator for tobakshandelen, derimod fik han den ikke i forpagtning, som anført i Nathansons Danmarks National- og Statshusholdning, 2. udg., s. 631. Ifølge hans instruks af 5. marts 1761 påhvilede det ham at besørge alle fornødne tobaksblade indkøbte og her i riget fabrikerede, drage omsorg for, at oplag fandtes i alle købstæder, og for egen regning at holde et hovedkontor og magasin og lønne de til administrationen nødvendige betjente. Til gengæld fik han årligt 12½ % af statens indtægt af handelen. Indtil monopolet atter hævedes, 1778, var Borre sjælen i foretagendet. Næste forår udnævntes han, rimeligvis som anerkendelse for sin virksomhed derved, til etatsråd. Borres handelskyndighed kom også andre foretagender end tobakshandelen til gode. Efter at have været hovedparticipant blev han o. 1759 medlem af direktionen (siden 1. direktør) i Det kgl. oktroierede almindelige Handelskompagni, indtil dettes monopol hævedes 1774, og derefter i den kgl. almindelige islandske, finmarkske og færøiske og ligeledes i Den grønlandske Handels og Fiskefangsts direktion indtil o. 1779. I en lille håndskreven pjece, der findes i Det Kongelige Bibliotek (Ny kgl. Saml. 4. nr. 1682) har han fremhævet nødvendigheden af at gå over fra monopol til frihandel for at fremme Islands kommercielle udvikling.
6. juni 1751 ægtede Borre Sophie Aagaard (18. oktober 1735 – 5. oktober 1778), med hvem han havde 1 søn og 3 døtre, og 20. december 1789 afgik han ved døden.